# Батальон имени имама Шамиля
Дагестанский добровольческий батальон имени имама Шамиля (укр. Дагестанський добровольчий батальйон імені Iмама Шаміля) — добровольческое боевое соединение, действующее на стороне Вооружённых сил Украины против российских войск, состоит преимущественно из представителей дагестанских народов. Создан в октябре 2022 года и назван в честь одного из национальных героев Дагестана, имама Шамиля.

## История

Флаг дагестанской зарубежной оппозиции

О создании батальона было объявлено в начале октября 2022 года. За его созданием стоит общественно-политическая организация «Дагестанский национальный центр», состоящая из членов дагестанской диаспоры на Украине, и основной целью которой является помощь Украине в отражении российского вторжения и сепарация Дагестана от России. Отношение к созданию по неподтверждённой информации, также имеет объединение украинских депутатов «За свободный Кавказ».
По состоянию на декабрь 2022 года, по словам главы ДНЦ, воевал на юго-западе Украины вместе с батальоном «Братство». Батальон специализировался в основном на разведывательно-диверсионных операциях. С марта 2023 года участвовал в обороне Бахмута.
Иностранные военные формирования на Украине подпадают под юрисдикцию Интернационального легиона ВСУ. Одновременно с этим, по заявлению командования, «у нас есть задачи, которые не входят в круг задач иностранного легиона – мы действуем вместе с Силами специальных операций, Главным управлением разведки Украины и другими [ведомствами]».
В ноябре 2023 года со слов замкомандира Ахмада Ахмедова стало стало известно, что батальон не получил официального статуса в ВСУ, ГУР и других украинских структурах. В связи с этим Ахмедов приостановил свою деятельность в батальоне, так как «не увидел перспектив развития этой военно-политической структуры, не было достижений в этом направлении».

## Структура
Основу батальона составили представители дагестанских национальностей, которые до этого воевали в составе ВСУ, батальона крымских татар и добровольческих отрядов, решившие объединиться в один дагестанский батальон под единым командованием.
Командование батальона:
- Сайпулаев, Магомед Ибрагимович (род. 26.09.1974) — командир[10][11][12].
- Ахмедов, Ахмад Магомедович — заместитель командира[7].

## Цели
Командир батальона Сайпулаев заявил: «Борьбу с Россией мы начали задолго до этого, лет 10-15 назад. На Украине решили продолжить, так как то, что нас касалось уже 100 с лишним лет, теперь коснулось [Украины]». После завершения российско—украинского конфликта целью батальона станет борьба за независимость Дагестана.